# Роуз-Веллі (Пенсільванія)
Роуз-Веллі (англ. Rose Valley) — місто (англ. borough) в США, в окрузі Делавер штату Пенсільванія. Населення — 1017 осіб (2020).

## Географія
Роуз-Веллі розташований за координатами 39°53′41″ пн. ш. 75°23′7″ зх. д. / 39.89472° пн. ш. 75.38528° зх. д. (39.894749, -75.385180).  За даними Бюро перепису населення США в 2010 році місто мало площу 1,90 км², уся площа — суходіл.

## Демографія
Згідно з переписом 2010 року, у селищі мешкало 913 осіб у 353 домогосподарствах у складі 284 родин. Густота населення становила 482 особи/км².  Було 372 помешкання (196/км²).
Расовий склад населення:
| - 93,1 % — білих - 2,8 % — азіатів - 1,6 % — чорних або афроамериканців - 0,1 % — корінних американців |

До двох чи більше рас належало 1,8 %. Частка іспаномовних становила 2,1 % від усіх жителів.
За віковим діапазоном населення розподілялося таким чином: 22,3 % — особи молодші 18 років, 57,2 % — особи у віці 18—64 років, 20,5 % — особи у віці 65 років та старші. Медіана віку мешканця становила 50,6 року. На 100 осіб жіночої статі у селищі припадало 98,5 чоловіків;  на 100 жінок у віці від 18 років та старших — 93,2 чоловіків також старших 18 років.
Середній дохід на одне домашнє господарство  становив 220 036 доларів США (медіана — 166 250), а середній дохід на одну сім'ю — 241 764 долари (медіана — 184 583). За межею бідності перебувало 3,3 % осіб, у тому числі 3,9 % дітей у віці до 18 років та 2,4 % осіб у віці 65 років та старших.
Цивільне працевлаштоване населення становило 425 осіб. Основні галузі зайнятості: освіта, охорона здоров'я та соціальна допомога — 32,7 %, науковці, спеціалісти, менеджери — 20,5 %, виробництво — 8,9 %, фінанси, страхування та нерухомість — 8,7 %.